# Eulalia Ramos Sánchez
Eulalia Ramos Sánchez   (Tacarigua de Mamporal, 12 de febrer de 1796 - Barcelona, 7 d'abril de 1817) va ser una heroïna de la independència de Veneçuela i membre del grup proper a Simón Bolívar.

## Infància, joventut i inicis en la Resistència
Eulalia Ramos va néixer el 12 de febrer de 1795, a la població de Tacarigua de Mamporal. Filla d'Ignacio Ramos i de María Alejandra González Henríquez, matrimoni d'origen català i modestos treballadors. Eulalia Ramos va viure a la regió i va contreure matrimoni als 17 anys d'edat, amb el jove Juan José Vásquez, qui donava suport a la causa independentista.
Arran de la caiguda de la Primera República, el seu pare va haver de fugir per ocultar-se dels espanyols, el seu espòs Juan José Vásquez va haver de fugir de la regió en témer una possible invasió i la seva captura; i va deixar a Eulàlia sola. Ella va escapar cap a la selva de Barlovento amb una esclava, però es va trobar enmig de la mala herba del bosc del Río Chico, la seva filla de 40 dies va morir i es va veure en la necessitat de cavar una tomba amb les seves pròpies mans per enterrar la nena. En les setmanes següents, Ramos va ser denunciada per la criada d'un Cap Realista de la zona, va ser detinguda i arrossegada pel carrer real de Tacarigua. Posteriorment va ser empresonada per delictes de suport als rebels i va estar a punt de ser executada. Tot i això va ser salvada per guerrilles patriotes que van assaltar la zona. Mor el 7 d'abril de 1817 a Barcelona.

## Passa a la Guerra d'Independència
L'any 1813 Eulalia Ramos es trobava en la clandestinitat, oculta dels espanyols; tan aviat com Simón Bolívar va ocupar Caracas, un familiar d'Eulalia Ramos la va traslladar a la ciutat; trobant refugi segur a la llar de la família Buroz. D'aquí pren el cognom d'aquesta família amb la intenció de despistar la seva ubicació real, ja que per a la data estava compromesa amb la resistència.
El 1814 en caure la segona República, es va traslladar cap a Cartagena de Indias i d'aquí va passar a les Antilles. Va romandre un temps a Haití i després es va traslladar a Cumaná on va iniciar la recerca del seu marit, Juan José Vásquez, però es va assabentar que havia estat executat per ordres del general espanyol Monteverde. A Cumaná, Eulalia Ramos va ser reconeguda per realistes i detinguda novament.
El 1816 va quedar en llibertat i va conèixer el coronel anglès Charles Chamberlain i també a l'Estat Major del General Bolívar. En contraure matrimoni amb Chamberlain, va quedar ferit a la batalla de Barracones de Unare, i va decidir refugiar-se juntament amb Eulalia Ramos a Barcelona.

## Setge a la Casa Fuerte i mort en combat

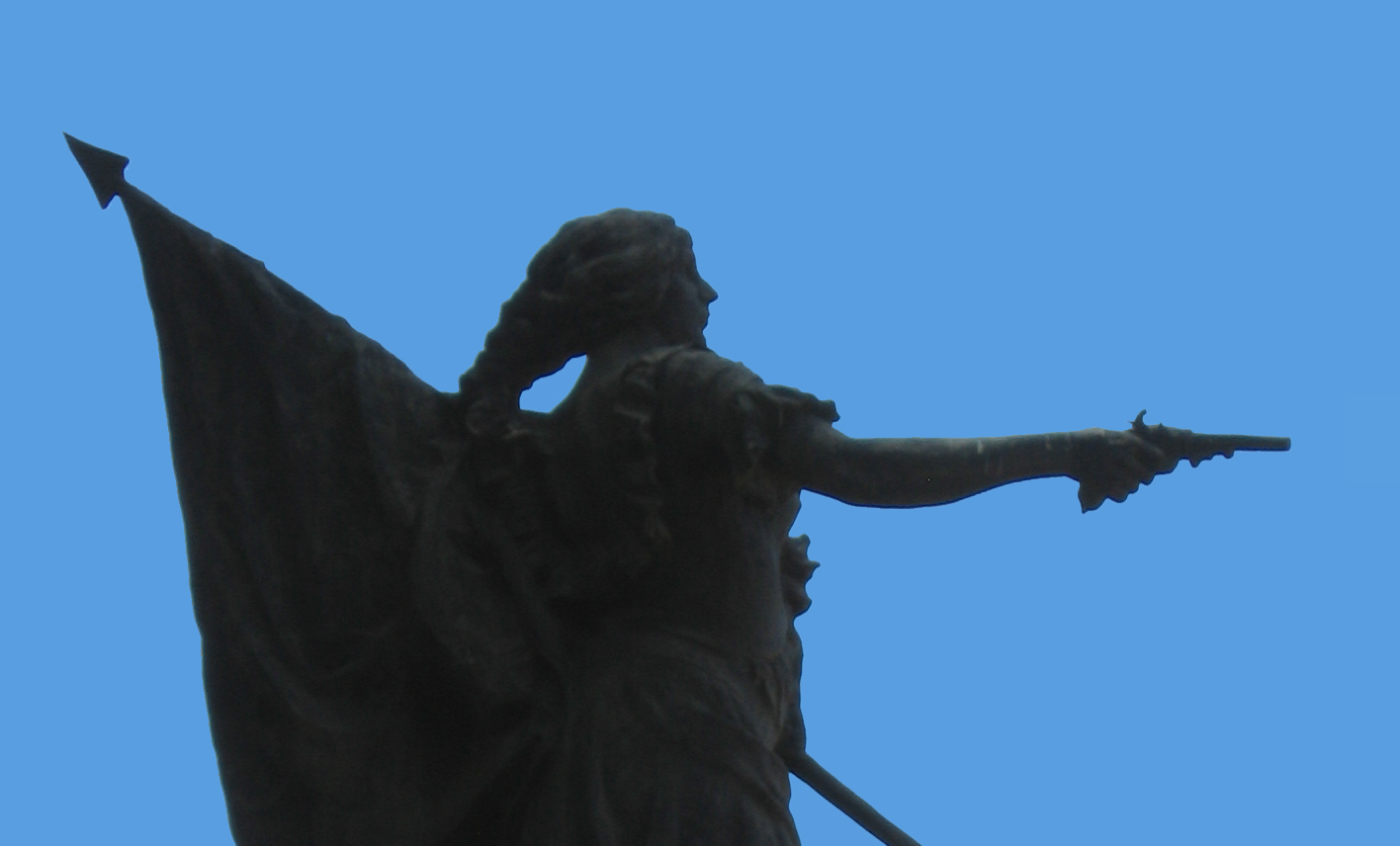
Estàtua d'Eulalia Buroz a la Casa Fuerte de Barcelona

El 7 d'abril de 1817, l'Exèrcit Realista sota les ordres de coronel espanyol Aldama va ocupar Barcelona. La població es va refugiar al convent de Sant Francesc, on s'havia fortificat la força principal dels patriotes sota del comandament del general Pedro María Freites; la casa reial havia quedat amb poques tropes.
Eulalia Ramos va morir durant l'ocupació. Hi ha una versió del que ha passat, extreta probablement dels diaris i manifestos dels soldats realistes. En aquesta versió s'explica com Eulalia Ramos, com la resta de les dones, es va ocultar en una cel·la de la casa, quan Chamberlain els va informar que la Casa Fuerte estava a punt de caure en mans de les forces espanyoles; les dones van empunyar les armes i van sortir a lluitar. Tot just començada la lluita, Chamberlain va morir. Ramos, que va intentar separar el cos del seu marit de la resta dels cadàvers, va ser colpejada per un oficial espanyol, el qual li va proposar renunciar a la causa independentista a canvi de seguir viva. Ella va agafar la pistola del cinturó de l'espanyol i li va disparar al pit mentre cridava "Visca la pàtria! Mort als tirans!". Així, la resta dels soldats van utilitzar les seves armes per a acabar amb la vida d'Eulalia Ramos.